# John Goville
John Goville (* 5. Januar 1962) ist ein ehemaliger ugandischer Leichtathlet.
Bei den Weltmeisterschaften 1983 in Helsinki wurde die ugandische 4-mal-400-Meter-Staffel mit Goville als Startläufer im Vorlauf disqualifiziert. 1984 bei den Olympischen Spielen in Los Angeles schied Goville über 200 Meter im Viertelfinale aus. Die ugandische Staffel in der Aufstellung John Goville, Moses Kyeswa, Peter Rwamuhanda und Mike Okot als Schlussläufer erreichte das Finale und belegte mit neuem Landesrekord von 3:02,09 Minuten den siebten Platz. 
Goville war auch bei den Olympischen Spielen 1988 in Seoul dabei, hier lief er über 400 Meter und in der ugandischen 4-mal-100-Meter-Staffel, schied aber jeweils nach den Vorläufen aus. 
Goville gewann bei den Ost- und Zentralafrikanischen Meisterschaften 1983 und 1990 den 200-Meter-Lauf. Er hatte bei einer Größe von 1,73 Meter ein Wettkampfgewicht von 61 Kilogramm.

## Ugandische Meistertitel
- 100-Meter-Lauf: 1984, 1986, 1993
- 200-Meter-Lauf: 1984, 1985, 1986, 1987, 1988, 1993
- 400-Meter-Lauf: 1984, 1985, 1986, 1987, 1988, 1990, 1992[2]